# Теория реакционной способности химических соединений
Тео́рия реакцио́нной спосо́бности хими́ческих соедине́ний (ТРСХС) — научная дисциплина, занимающаяся изучением механизма химических реакций и механики элементарного акта химического превращения. ТРСХС — относительно молодая отрасль химической науки, активно развивающаяся в последние десятилетия, что связано с прогрессом в областях вычислительной и квантовой химии, а также физико-химических методов анализа.

## Основные понятия

### Реагирующая система
В ТРСХС, в принципе, отсутствует деление участвующих в реакции веществ на реагенты и продукты, поскольку эта дисциплина рассматривает, в основном, именно процесс взаимодействия реагирующих частиц. Поскольку любая реакция потенциально способна идти как в прямом, так и в обратном направлении, то в ТРСХС говорят о реагирующей системе частиц. Реагенты и продукты же представляются глобальными минимумами на поверхности потенциальной энергии реагирующей системы (см. ниже).

### Поверхность потенциальной энергии
Геометрическое место точек, отражающих энергетическое состояние реагирующей системы в заданных реакционных координатах, называется поверхностью потенциальной энергии.

### Реакционная координата
Реакционная координата — параметр реагирующей системы, от которого зависит энергетическое состояние этой системы. Часто реакционной координатой выступает расстояние между реагирующими частицами. Реакционную координату не следует путать с координатой реакции.

### Координата реакции
Координата реакции — это положение фигуративной точки на ППЭ, отражающее энергетическое состояние реагирующей системы на определенном этапе процесса химического взаимодействия.

## Экспериментальные методы ТРСХС
- Метод молекулярных пучков
- Фемтосекундная спектроскопия
- Электронный парамагнитный резонанс
- Ядерный магнитный резонанс